# Рубликов, Иван Георгиевич
Иван Георгиевич Рубликов — советский хозяйственный и государственный деятель, лауреат Государственной премии СССР за выдающиеся достижения в труде.

## Биография
Родился в 1934 году. Член КПСС.
В 1956—1991 — механизатор, звеньевой комплексного механизированного звена конезавода имени С. М. Кирова Целинского района Ростовской области.
За творческую инициативу и активность, получение высоких и устойчивых урожаев зерновых культур на основе широкого внедрения интенсивных технологий был в составе коллектива удостоен Государственной премии СССР за выдающиеся достижения в труде 1986 года.
Делегат XIX конференции КПСС.
Жил в поселке Вороново Целинского района Ростовской области.

## Награды
- Орден Октябрьской Революции
- Орден Трудового Красного Знамени